# Sanandrésvireo
Sanandrésvireo (Vireo caribaeus) är en sårbar fågelart i släktet Vireo som enbart förekommer på en ö i Karibiska havet.

## Utseende och läten
Sanandrésvireon är en typisk vireo med vingband och tygelstreck. Kroppslängden är 12,5 cm. Ovansidan är huvudsakligen olivgrön med två vita vingband och ljusa kanter på vingpennorna. Ett ljust streck går från näbbroten till ögat. Undersidan är vitaktig med ljusgul anstrykning på flankerna och buken. Ögat är gråbrunt.
Ovanligt för vireor har sanandrésvireon hela tre olika sångtyper. Dels ett upprepat tjatter med enkla toner, två till 20 gånger, dels en tvåstavig sång, "se-wi, se-wi" (yttras en till 15 gånger) och dels en varierande trestavig sång. Båda könen har ett enkelt kontaktläte.

## Utbredning och status
Sanandrésvireon är endemisk till den colombianska ön San Andrés i Karibien på Nicaraguas östkust. På grund av habitatförstörelse på den lilla ön har arten begränsats till några få områden på öns södra halva, men är fortfarande vanlig på några områden där. Världspopulationen uppskattas till mellan 2500 och 10000 vuxna individer. Internationella naturvårdsunionen IUCN kategoriserar arten som sårbar.

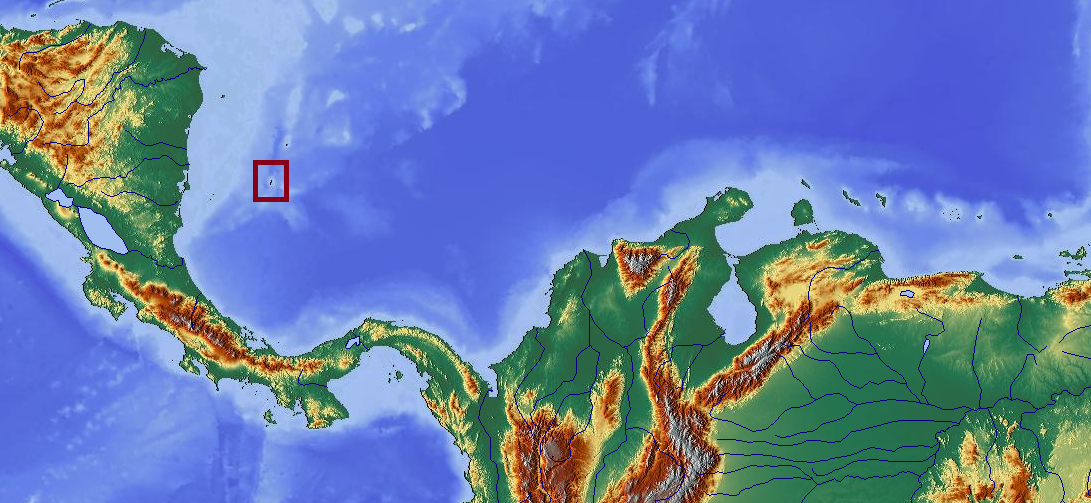
Fågeln förekommer enbart på den lilla ön San Andrés i Karibien.